# Akio Morita
Akio Morita (japonès: 盛田昭夫)  (Tokoname, 26 de gener de 1921 - Tòquio, 3 d'octubre de 1999) fou un físic i empresari japonès, cofundador de Sony.

## Biografia
Akio Morita va néixer a Nagoya, en el si d'una família que posseïa una fàbrica de sake. Va ser un estudiant brillant, amant de la cultura occidental en general i de la música clàssica en particular.
Des de nen va tenir fascinació pels artefactes electrònics i prestava especial atenció al funcionament dels fonògrafs. Es graduà a la Universitat Imperial d'Osaka el 1944. Es va allistar en l'exèrcit de l'Imperi Japonès durant la Segona Guerra Mundial i allí va conèixer Masaru Ibuka amb qui es va retrobar després del final del conflicte unint-se a ell en la nova empresa que intentava organitzar, la mateixa que anys després passaria a dir-se Sony. Junts van desenvolupar productes tan cèlebres com la primera ràdio de transistors comercial, els televisors Trinitron, les videograbadores casolanes (Betamax) o el Walkman.
El setembre de 1945, Ibuka va fundar un taller de reparació de ràdios als bombardejats grans magatzems Shirokiya de Nihonbashi, Tòquio. Morita va veure un article de diari sobre la nova empresa d'Ibuka i, després d'alguna correspondència, va decidir unir-se a ell a Tòquio. Amb el finançament del pare de Morita, van cofundar Tokyo Tsushin Kogyo Kabushiki Kaisha (Tokyo Telecommunications Engineering Corporation, precursora de Sony Corporation) el 1946 amb uns 20 empleats i un capital inicial de 190.000 iens.
El 1949, l'empresa va desenvolupar una cinta d'enregistrament magnètic i, el 1950, va vendre el primer magnetòfon al Japó. Ibuka va ser fonamental per aconseguir la llicència de la tecnologia de transistors de Bell Labs a Sony a la dècada de 1950, convertint així Sony en una de les primeres empreses a aplicar la tecnologia de transistors a usos no militars. El 1957, l'empresa va produir una ràdio de butxaca (la primera completament transistoritzada), i el 1958, Morita i Ibuka van decidir canviar el nom de la seva empresa a Sony (derivat de "sonus" — llatí per a "so" — i "sonny", una expressió americana comuna en aquell moment). Morita va ser un defensor de tots els productes fabricats per Sony. Tanmateix, com que la ràdio era una mica massa gran per cabre a la butxaca d'una camisa, Morita feia que els seus empleats portessin camises amb butxaques una mica més grans per donar a la ràdio un aspecte de "butxaca".
Morita va fundar Sony Corporation of America (SONAM, actualment abreujada com a SCA) el 1960. En el procés, va quedar impressionat per la mobilitat dels empleats entre les empreses americanes, cosa que era inaudita al Japó en aquell moment. Quan va tornar al Japó, va animar els empleats experimentats de mitjana edat d'altres empreses a reavaluar les seves carreres i a considerar la possibilitat d'unir-se a Sony. L'empresa va cobrir molts llocs de treball d'aquesta manera i va inspirar altres empreses japoneses a fer el mateix. El 1961, Sony Corporation va ser la primera empresa japonesa a cotitzar a la Borsa de Nova York, en forma de rebuts de dipòsit americans (ADR).
El març de 1968, Morita va crear una empresa conjunta al Japó entre Sony i CBS Records, amb ell com a president, per fabricar "programari" per al maquinari de Sony.
Morita va esdevenir president de Sony el 1971, substituint Ibuka, que havia estat al càrrec entre el 1950 i el 1971. El 1975, Sony va llançar el primer gravador de videocassets domèstic Betamax, un any abans que sortís el format VHS.
En 1986 publica la seva autobiografia titulada Made in Japan.
Va ser condecorat amb la Medalla Albert, atorgada per la Societat Real d'Arts del Regne Unit, el primer japonès a rebre aquest honor. Dos anys més tard va rebre la Órden Nacional de la Legió d'Honor, i en 1991 va ser nomenat membre de la Órden del Tresor Sagrat, per l'Emperador del Japó. El 1996 li fou atorgada la Creu de Sant Jordi per la Generalitat de Catalunya. Morita va morir a causa d'una pneumònia als 78 anys.

## Mort
Morita, a qui li encantava jugar a golf i a tennis, va patir un ictus el 1993, durant un partit de tennis. L'ictus el va debilitar i el va deixar en una cadira de rodes. El 25 de novembre de 1994 va deixar el càrrec de president de Sony. El 3 d'octubre de 1999, Morita va morir de pneumònia als 78 anys en un hospital de Tòquio, on estava ingressat des de l'agost de 1999.